# Алексей Берест
Алексей Прокопиевич Берест (на украински език: Олексій Прокопович Берест) е съветски офицер лейтенант, разузнавач.

## Биография
Роден е на 9 март 1921 г. в с. Горяйстовка, Украйна. На 18-годишна възраст постъпва като доброволец в Червената армия. Участва в Съветско-финландската война (1939 – 1940).
Участва във Втората световна война и изминава бойните пътища по защитата на Родината от първия до последния ден. За бойни заслуги последователно е повишаван от редник и достига до званието лейтенант. Заместник-командир по политическата част на 1-ви батальон, 756-и стрелкови полк, 150-а стрелкова дивизия на 3-та ударна армия от I Беларуски фронт.

### Знаме на победата
Заедно със сержант Михаил Егоров и младши сержант Мелитон Кантария забива знамето на победата на покрива на Райхстага по време на битката за Берлин.
В Райсхтага са укрепени немски войници, по-голяма част от които елитни СС бойци. Отбраняват се ожесточено. Когато до Райхстага остават 80 – 100 метра, сержант Егоров, младши сержант Кантария и лейтенант Алексей Берест, пропълзяват в зданието и развяват Червеното знаме от етажите на сградата. Въодушевени от това, червеноармейците стремително атакуват противника и нахлуват в Райхстага. Сражавали се за всеки етаж, всяка стая и етажна площадка. Червеното знаме е поставено на купола на зданието на 1 май. То е обявено за официалното Знаме на победата.
Предложен е за звание „Герой на Съветския съюз“, но е награден е с орден „Червено знаме“.

### След войната
Продължава военната си служба в Севастопол до 1948 г. Установява се в Ростов на Дон. Работи в районната служба по киноразпространение. По обвинение в разхищение, въпреки свидетелските показания е осъден на 10 години затвор. След смъртта на Сталин е амнистиран. Работник в заводите „Ростелмаш“.
Загива на 3 ноември 1970 г., спасявайки момиче на станция „Селмаш“ от колелата на движещ се влак. Погребан е в с. Александровка, област Ростов на Дон.
На 6 май 2005 г. за лично мъжество и героизъм в Берлинската операция и издигането на знамето на победата над Райхстага му е присвоено звание „Герой на Украйна“ (посмъртно).

## Награди
- Орден „Червено знаме“
- Орден „Отечествена война“ I ст.
- Орден „Червена звезда“.
- Звание „Герой на Украйна“ (посмъртно)